# Marino Vigna

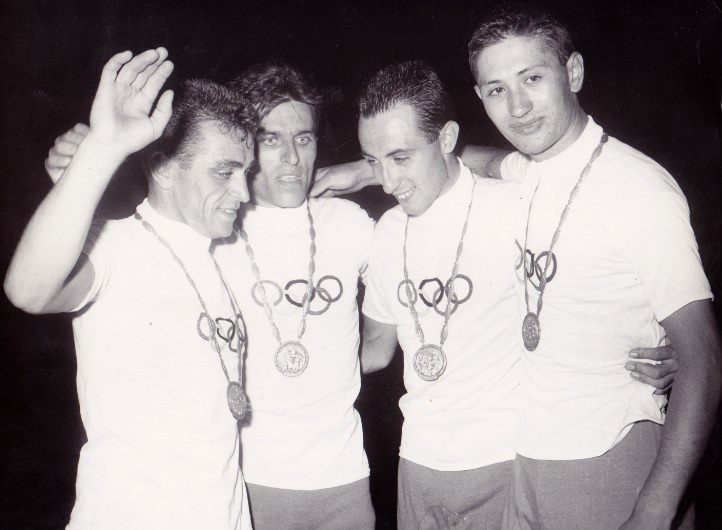

Marino Vigna (* 6. November 1938 in Mailand) ist ein ehemaliger italienischer Radrennfahrer.
1960 wurde Marino Vigno in Rom mit dem italienischen Bahn-Vierer bei den Olympischen Sommerspielen Olympiasieger in der Mannschaftsverfolgung, gemeinsam mit Luigi Arienti, Franco Testa und Mario Vallotto. Anschließend wechselte er zu den Profis und fuhr hauptsächlich Straßenrennen. Er startete bei großen Rundfahrten und bei Klassikern. Beim Giro d’Italia 1963 gewann er die 14. Etappe, im Jahr darauf die Tre Valli Varesine und die Tre Province. 1965 siegte er beim Trofeo Laigueglia und 1966 bei Mailand–Turin.
1967 beendete Vigna seine aktive Radsportkarriere und war fortan in den verschiedenen Funktionärsposten aktiv, so als Technischer Direktor des italienischen Radsportverbandes der Profi-Rennfahrer.